# Cerodirphia moronensis
Cerodirphia moronensis is een vlinder uit de onderfamilie Hemileucinae van de familie nachtpauwogen (Saturniidae).
De wetenschappelijke naam van de soort is voor het eerst geldig gepubliceerd door Ronald Brechlin, Horst Käch & Frank Meister in 2013.

## Type
- holotype: "male, 15.II.2012. leg. Romanov & Sinjaev. Barcode: BC-RBP 6594"
- instituut: MWM München, en later overgebracht naar ZSM, München, Duitsland
- typelocatie: "Ecuador, Morona Santiago, 9 km W Plan de Milagro to Gualaceo, 2375 m., 3°00'04"S, 78°30'49"W"

## Synoniem
- Cerodirphia flavoscripta Dognin, 1901 (pro parte)